# کئسل
کئسل (به هلندی: Kessel) یک منطقهٔ مسکونی در هلند است که در پیل ان‌ماس واقع شده‌است.

## خواهرخوانده
شهر گرفنبرویش خواهرخواندهٔ کئسل هست.